# Arcevia
Arcèvia [arˈt͡ʃɛvja] è un comune italiano di 4 288 abitanti della provincia di Ancona nelle Marche.

## Geografia fisica
Il territorio del comune di Arcevia giace in parte su una pendice di bassorilievi che si estendono da sud terminando pochi chilometri a nord vicino al confine comunale.
Sebbene gran parte del territorio comunale sia ricoperto dalla caratteristica "campagna marchigiana", a sud la cittadina si trova a confinare con i monti della "Gola della Rossa", bassorilievi appenninici che si estendono per diversi chilometri a meridione anche in altri comuni adiacenti.
Si potrebbe definire il comune di Arcevia un primo spartiacque tra la campagna marchigiana, prevalentemente collinare che si estende per molti chilometri nell'entroterra partendo dal mare, e i primi monti dell'Appennino umbro-marchigiano, i quali, invece, cominciano ad attestarsi in modo massiccio oltre il comune di Arcevia procedendo a ovest verso Fabriano e Sassoferrato.

## Storia

### Prime attestazioni
Rocca Contrada è il nome medievale di Arcevia. Un monte de la Rocca è ricordato in un documento del 1065, un fundo de la Rocca in altro del 1130 e una Rocha de Contrado nel 1147. Questi sono i documenti più antichi noti che attestano l'esistenza di un insediamento probabilmente già fortificato, comunque identificato da una rocca o fortezza, compreso nel comitato di Senigallia, posto sulla sommità del Sasso Cischiano, sulle ultime propaggini dell'Appennino marchigiano. L'atto del 1147 è di particolare interesse perché fornirebbe con l'appartenenza del castello a un signore di nome Contrado, forse dal germanico Konrad o dalla contrazione di Conte rado, la spiegazione del nome composto Rocca Contrada.

### Origini
Si può comunque ritenere che il primo nucleo abitativo di Arcevia sia sorto durante le invasioni barbariche, per accogliere fuggitivi dalle devastate città romane, oramai in piena decadenza, di Suasa, Ostra e Sena Gallica l'odierna Senigallia.
Durante la dominazione longobarda questo abitato, per la sua posizione di controllo di importanti vie di comunicazione poste ai margini dei territori bizantini, può aver svolto funzioni di presidio militare. Nel suo territorio infatti confinava l'estremo nord del Ducato di Spoleto con il gastaldato longobardo di Nocera Umbra che comprendeva il Monte Sant'Angelo, Caudino, Costa e Civitalba. E forse proprio per questa sua posizione strategica Arcevia fu occupata dai Franchi e donata nel 754 da Pipino il Breve a papa Stefano II, insieme ad altre località. Ai Franchi viene inoltre attribuita, per antica tradizione, l'intitolazione della chiesa arceviese di San Medardo, santo venerato dal quel popolo, di cui è conservata una reliquia.

### L'origine del vecchio nome ed il cambiamento
Rocca Contrada, così il comune era inizialmente chiamato, poiché erano presenti due fortificazioni nel centro storico: "Rock Contrade"(che diede il nome) ed il "Cassero" (i resti ancora visibili al giardino G.Leopardi), posizionati rispettivamente a est e ovest dell'attuale palazzo comunale. Fu chiamata ufficialmente Arcevia (pronuncia arcèvia), con il titolo di città, con lettera apostolica del 16 settembre 1817 da papa Pio VII. Il nome trae origine dai termini latini di arces e via, col significato di "luogo fortificato".

### Simboli
Lo stemma e il gonfalone sono stati riconosciuti con DCG del 9 giugno 1937.
La fortezza fa riferimento al precedente nome della località: Rocca Contrada. Il gonfalone concesso era di colore azzurro ma quello attualmente in uso è un drappo di bianco, riccamente decorato con ricami dorati.

### Onorificenze
Arcevia è tra le città decorate al valor militare per la guerra di liberazione, insignita della medaglia di bronzo al valor militare per i sacrifici delle sue popolazioni e per l'attività nella lotta partigiana durante la seconda guerra mondiale:

## Monumenti e luoghi d'interesse

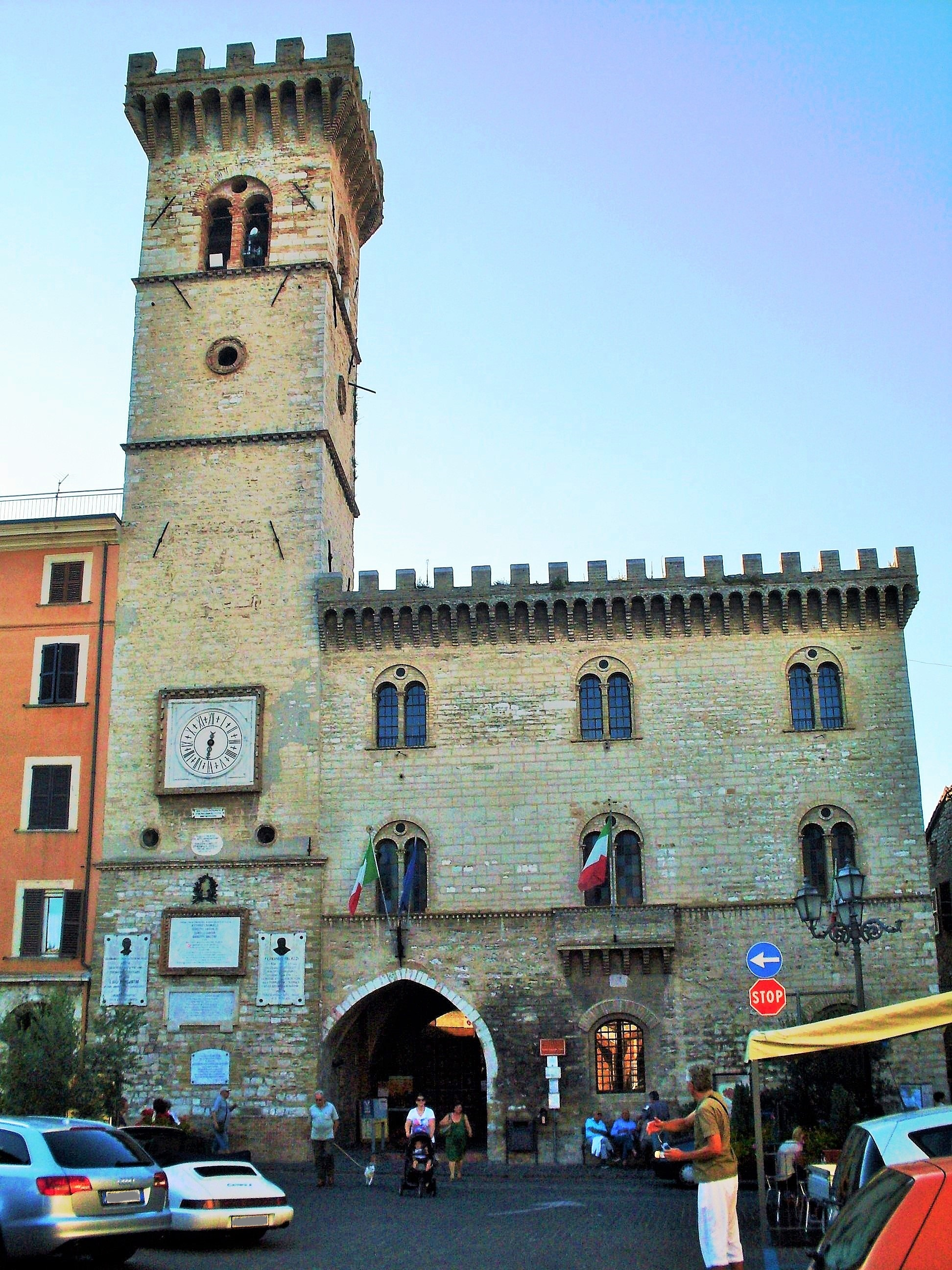
Palazzo del Comune

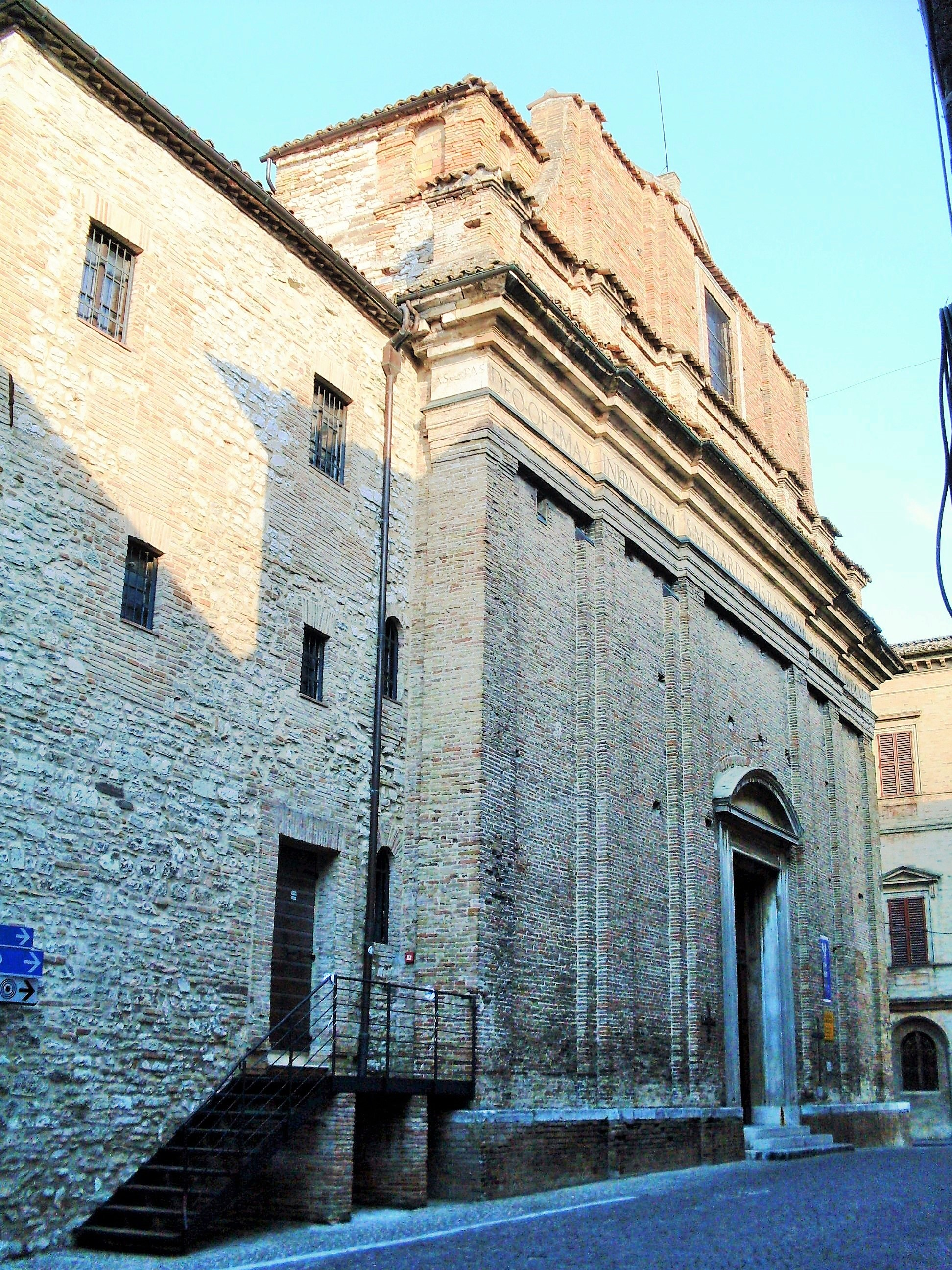
Collegiata di San Medardo

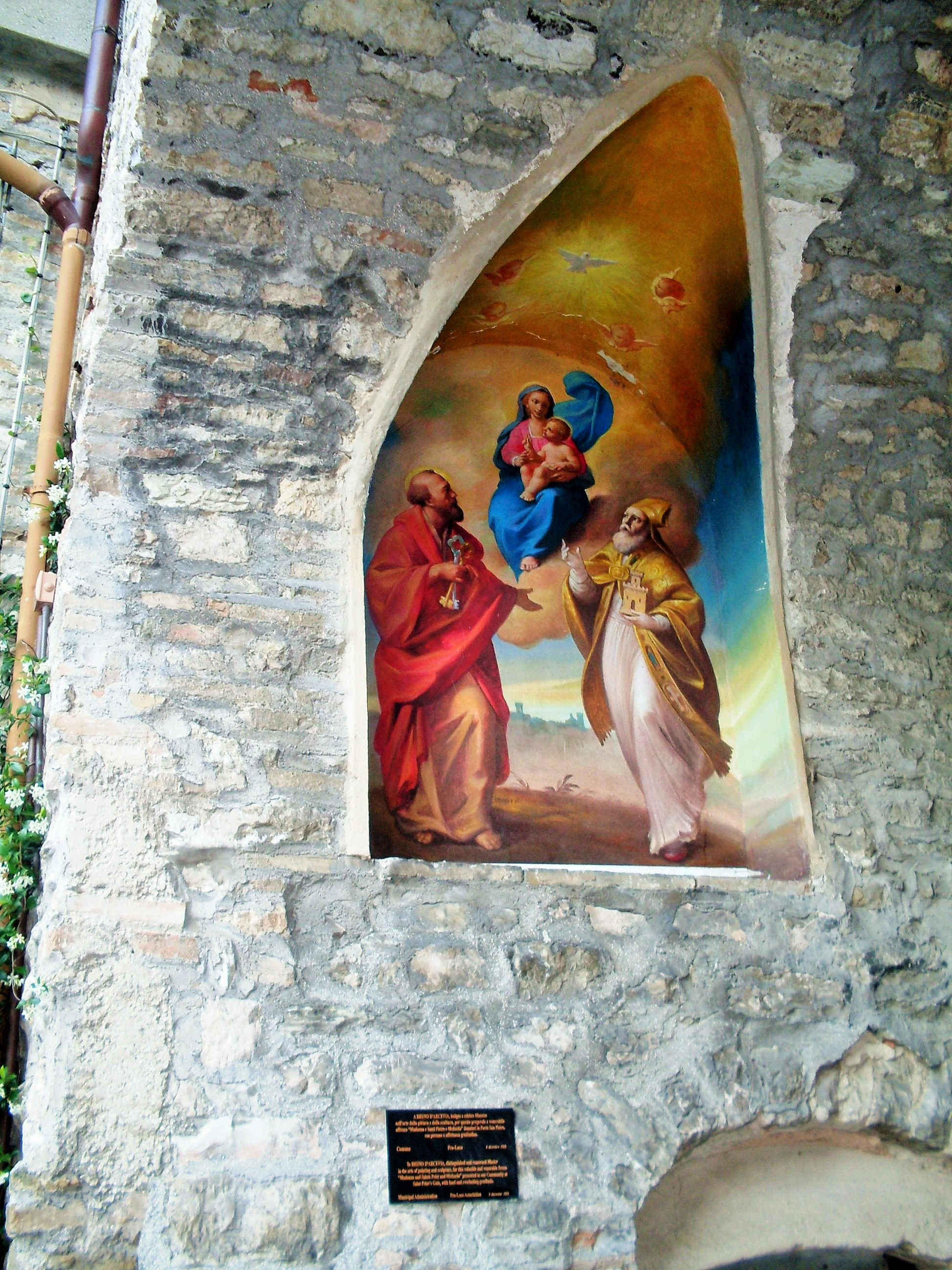
Porta San Pietro, affresco

Arcevia è luogo di soggiorno estivo conosciuto sin dal XVI secolo. Arcevia è nota per la sua rocca, la signoria dei Chiavelli, di Braccio da Montone e Francesco Sforza, ricordata come "Propugnaculum Ecclesiae", e conserva capolavori rinascimentali come il Polittico di San Medardo e il Battesimo di Cristo di Luca Signorelli, opere di Giovanni, Andrea e fra Mattia della Robbia, e tra gli altri di Simone Cantarini, Giovanni Battista Salvi detto "Il Sassoferrato", Claudio Ridolfi, Francesco di Gentile, Gherardo Cibo, Ercole Ramazzani e suoi collaboratori, Cesare Conti, il Pomarancio e F. Silva e ancora Edgardo Mannucci, Quirino Ruggeri, Bruno d'Arcevia, Giuseppe Gigli). Tra le chiese spicca quella di San Medardo (rifatta nel 1634).

### Architetture religiose
- Collegiata di San Medardo. È il monumento più importante della cittadina. Costruita nel XVII secolo su edificio medievale, conserva notevoli opere d'arte come i polittici di Luca Signorelli e ceramiche dei Della Robbia.
- Chiesa di San Francesco. Sorge lungo corso Mazzini e venne eretta verso il 1275[7] per i frati francescani. Venne totalmente ricostruita in stile rococò nel 1750 dall'architetto e plasticatore Lorenzo Bossi[7].

### Architetture civili
- Palazzo Comunale. Già del podestà, venne eretto nel XIII[8] secolo in stile gotico. Lo affianca la torre civica, alta 36 metri[8].
- Nelle frazioni sono presenti nove castelli: Nidastore, Loretello, San Pietro in Musio, Palazzo, Piticchio, Montale, Castiglioni e Avacelli.

### Siti archeologici
Il territorio di Arcevia è ricco di testimonianze archeologiche, in particolare per la preistoria e protostoria, dal Paleolitico all'età del bronzo e all'età del ferro.
- Per il Paleolitico superiore (Gravettiano – circa 20 000-18 500 anni da oggi) si segnala il giacimento di Ponte di Pietra, una stazione officina per la lavorazione della selce frequentata periodicamente da gruppi di cacciatori che erano soliti fabbricare qui i loro strumenti. Il ritrovamento di tracce di focolari e di buche di palo fa pensare a capanne di tipo leggero sostenute da piccoli pali di legno e con probabile copertura di pelli che costituivano accampamenti temporanei finalizzati all'approvvigionamento e alla lavorazione della selce. Le attività erano essenzialmente legate alla scheggiatura della selce e al ritocco dei manufatti per ricavarne strumenti utilizzati per la caccia e altri impieghi ad essa connessi.[10]
- A partire dal Neolitico si assiste alla nascita di villaggi stabili di agricoltori e allevatori, come il caso di Cava Giacometti, un sito che ha conosciuto tre fasi insediative e culturali distinte risalenti al Neolitico finale, all'età del rame e all'età del bronzo. La prima fase di occupazione risale al Neolitico finale ed è caratterizzata soprattutto dalla produzione di recipienti in ceramica di uso domestico (pentole, contenitori, scodelle) e da un gran numero di manufatti in selce scheggiata per usi pratici e per la caccia.[11]
- Rappresentativo di un aspetto dell'età del rame nelle Marche è l'insediamento di Conelle (circa III millennio a.C.), difeso da un fossato artificiale che ne sbarrava l'unico lato non protetto naturalmente. La presenza del fossato creato con finalità difensive e il rinvenimento dei primi esemplari di armi in selce scheggiata (pugnali e punte di lancia) rivelano la rottura delle relazioni pacifiche con le comunità vicine e l'insorgere di crescenti antagonismi generati dall'aumento dei beni da salvaguardare e dalla crescita del potere economico e sociale di alcuni individui o classi di individui. L'economia del villaggio era legata all'agricoltura e all'allevamento, anche se la caccia era ancora notevolmente praticata. Le attività artigianali erano assai diversificate. Ricca la produzione di recipienti in ceramica utilizzati per cuocere e contenere i cibi. La fabbricazione di strumenti in selce scheggiata era indirizzata a diversi scopi, non più esclusivamente pacifici, sia in ambito domestico sia per la caccia e per la guerra. Abbondante anche la produzione di strumenti in pietra levigata specifici per la lavorazione del legno (asce-martello forate) e di manufatti in osso e in corno di cervo che, come i pochi reperti metallici, presuppongono una specializzazione del lavoro non più confinato all'ambito strettamente domestico, ma ormai di tipo artigianale e specializzato.[12]
- Numerosi i rinvenimenti archeologici relativi all'età del Bronzo (II millennio a.C.) che mostrano una più intensa occupazione del territorio. All'età del bronzo finale è riferibile l'abitato d'altura di Monte Croce Guardia (XII-X secolo a.C.) composto da capanne con il fondo scavato nel terreno roccioso, la cui posizione elevata rivela una scelta strategica dovuta ad esigenze difensive.
All'interno del villaggio si svolgevano attività produttive e artigianali specializzate. Oltre alla produzione della ceramica si assiste ad uno sviluppo dei manufatti in osso e corno di cervo e alla comparsa di oggetti in bronzo.[13]
- Per l'età del ferro risulta particolarmente rappresentata la fase finale della civiltà picena grazie alla ricca necropoli gallica di Montefortino d'Arcevia (metà del IV-inizi del II secolo a.C.) che segna il trapasso alla fase di occupazione romana del territorio. Le tombe, contrassegnate da grosse pietre, erano del tipo a fossa rettangolare scavata nel terreno e contenevano la cassa lignea (della quale si sono conservati solo i chiodi di ferro) con il corpo del defunto. La tipologia e composizione dei corredi consente di definire il sesso e il ruolo sociale dei defunti. Numerosi sono i guerrieri con armi da offesa (spade, lance, giavellotti) e da difesa (elmi) di ferro e di bronzo di tipo celtico. Particolarmente ricche anche le tombe femminili appartenute a donne di rango elevato che si distinguono per la preziosità degli ornamenti in oro. Tra gli elementi di corredo molti sono gli oggetti di importazione dall'Etruria, dall'Italia meridionale e dalla Grecia che confermano la ricchezza di queste comunità celtiche. A breve distanza dalla necropoli sorgeva un luogo di culto in uso dal V secolo a.C. fino all'età romana che ha restituito oggetti votivi.[14]

## Società

### Evoluzione demografica
Secondo i dati Istat dell'ultimo censimento 2021, la popolazione di Arcevia al 1º gennaio ammonta a 4645 individui (2342 femmine e 2303 maschi).Abitanti censiti

### Lingue e dialetti
Il dialetto di Arcevia, a differenza di quello della vicina Pergola, non ha risentito di alcun influsso galloitalico, ma piuttosto costituisce l'estrema propaggine di un cuneo di penetrazione che dall'Umbria si dirige a nord. Pertanto, l'arceviese può essere ascritto ad un'area mista (o "grigia") di confine tra quella anconetana (o marchigiana centro-settentrionale) e quella maceratese-fermana-camerte (o marchigiana centro-meridionale), nonché a quella umbra orientale, e che comprende i comuni limitrofi di Sassoferrato e Fabriano. Nel dialetto più arcaico di Arcevia e delle sue frazioni, soprattutto quelle poste sul versante meridionale, compaiono contemporaneamente tre importanti caratteristiche dei dialetti centro-meridionali (va però evidenziato che al giorno d'oggi risultano in tutto o in parte regredite):
a) la metafonia, di tipo definibile - seppur erroneamente e solo per ragioni di comodità - come "napoletano", in base a cui per azione di "-u" ed "-i" finali, "é" ed "ó" toniche si chiudono in "ì" ed "ù" (pilo "pelo", munno "mondo"), mentre "è" ed "ò" si dittongano in "ié" e "uó" (tiémpo "tempo", puórco "porco"); essa si differenzia perciò dalla metafonesi presente nella famiglia maceratese-fermana-camerte, che è di tipo "ciociaresco-arpinate", cioè senza dittongamenti, mentre concorda sorprendentemente con quella dell'area ascolana: occorre però chiarire che questa metafonia "napoletana" non può esser certo potuta giungere qui provenendo da Ascoli, ma piuttosto dovrebbe esser penetrata dall'altro versante appenninico, per influsso laziale settentrionale, specie viterbese e antico romanesco (infatti a Roma almeno fino al XVI secolo si diceva ancora viecchio, castiello, muorto, cuorpo); oramai però la dittongazione metafonetica esiste solo tra le generazioni più anziane nel territorio arceviese che si estende verso Sassoferrato, oltre che a Murazzano e Montelago (frazioni di Sassoferrato), a Pierosara (frazione di Fabriano) e a Cerreto d’Esi (localmente detta Ciaritu), in cui dittonga per "e" aperta (difiéttu per "difetto", tiémbu per "tempo", ecc.), ma è di tipo maceratese per "o" aperta (faggiólu per "fagiolo", pócu per "poco", qué pórti? per "che porti?", gunfiu come 'n róspu per "gonfio come un rospo", ecc.).
b) il passaggio da -ND- a -NN- (quanno per "quando"), nonché da -MB- a -MM- (gamma per "gamba") e da -LD- a -LL- (callo per "caldo"): per questi tratti, caratteristici di un po' tutto il dominio centromeridionale italiano, l'area in esame si trova all'estremo confine settentrionale;
c) la conversione della -i finale dei plurali maschili in -e. Quest'ultimo fenomeno è circoscritto nelle Marche solo ad Arcevia e a Sassoferrato, ma forse nel passato doveva essere vitale pure a Fabriano, mentre risulta più diffuso in Umbria, specie in un'area che comprende Assisi, Perugia, Todi ed Orvieto; tale tratto penetra poi fino al sud della provincia di Grosseto e al viterbese, al punto che un tempo era riscontrabile pure nel dialetto di Civitavecchia (Roma): per cui si avrà pélo al singolare ma pìje al plurale, io metto, ma tu mitte, io vojo, tu vuoe, io béo, tu bìe, ordene, urdene, monte, munte, iére, campe, quije "quelli", ecc.
Al contrario, il centro in esame e quelli circostanti si trovano all'estremo confine meridionale del fenomeno della lenizione di "-t-" e "-c-" intervocalici: infatti ad Arcevia si ha miga, bugo per "mica, buco", a Sassoferrato pegora, scortegà, cominciade, venede per "pecora, scorticare, cominciate, venite", e a Serra San Quirico frighì per "bambini". In realtà bisognerebbe aggiungere che in un'area comprendente Fabriano, e poi nel maceratese Cingoli, San Severino Marche e Camerino, esistono, o sono esistite, zone in cui la "-t-" dei participi passati in -ato, -uto ed -ito si è dileguata, e ciò dev'essere verosimilmente accaduto dopo che essa ha subito la lenizione, cioè il passaggio a -d-, la quale è divenuta poi spirante: per cui si ha magnào per "mangiato", capìo per "capito", ecc.
Secondo il Balducci, tuttavia, il dialetto della moderna Arcevia, essendo sempre più influenzato dall'area jesina, sarebbe ormai da far rientrare in essa, mentre le frazioni arceviesi situate in direzione di Sassoferrato sono maggiormente conservative e pertanto definibili ancora come "fabrianesi".

### Religione
Per la Chiesa cattolica la maggior parte del comune appartiene alla diocesi di Senigallia, mentre le parrocchie con sede nelle frazioni di Palazzo e Nidastore dipendono dalla diocesi di Fano-Fossombrone-Cagli-Pergola e la frazione di Avacelli è soggetta all'arcidiocesi di Camerino-San Severino Marche.

### Tradizioni e folclore
Dal 1984, Arcevia invia una sua delegazione a Tredozio (FC) per partecipare alla Disfida dell'Uovo, nel corso dell'annuale gara di scoccetta pasquale. Ogni anno, durante l'ultimo fine settimana di settembre, si svolge la Festa dell'Uva, con sfilate di carri allegorici, Palio e stand enogastronomici. Vengono premiati il miglior carro, l'Associazione vincitrice del Palio e il miglior piatto povero tra quelli proposti dalle Associazioni che allestiscono gli stand enogastronomici.

## Cultura

### Operazione Arcevia: un audace progetto degli anni ‘70
Tra il 1974 e il 1976, con il coordinamento dell'architetto Ico Parisi, dell'imprenditore Italo Bartoletti e dei critici Enrico Crispolti e Pierre Restany, viene proposto il progetto Operazione Arcevia: la progettazione e la nascita di una comunità, che sarebbe dovuta sorgere in località Palazzo, unendo idee di pittori, scultori, architetti, di storici dell'arte, musicisti, scrittori, di psicologi e con il supporto delle istituzioni locali.

I contributi, tra gli altri, degli artisti Arman, Alberto Burri, Nicola Carrino, Mario Ceroli, César, Nato Frascà, Jesús-Rafael Soto, Francesco Somaini, del regista Michelangelo Antonioni, del musicista Aldo Clementi, dello scrittore Tonino Guerra, del sociologo Aldo Ricci, vengono presentati, come opera d’arte in progetto, alla Biennale di Venezia del 1976.

### Musica
Dal 1998 Arcevia ospita ogni estate i Seminari Estivi di Improvvisazione Arcevia Jazz Feast.
Durante gli ultimi giorni del mese di luglio e i primi del mese di agosto, Arcevia si popola di musicisti di ogni età che arrivano da ogni parte d'Italia (e grazie alla cooperazione con il College of Music di Cape Town, dal Sudafrica) per frequentare lezioni con insegnanti internazionali, masterclass, laboratori e ogni sera partecipare a jam session e assistere ai concerti organizzati dall'Associazione Arcevia Jazz Feast, in un'atmosfera amichevole e festosa e nel clima fresco e ventilato del borgo.

## Amministrazione
| Periodo        | Periodo        | Primo cittadino      | Partito                    | Carica  | Note   |
| -------------- | -------------- | -------------------- | -------------------------- | ------- | ------ |
| 14 aprile 1988 | 1º luglio 1990 | Marisa Abbondanzieri | Partito Comunista Italiano | Sindaco | [ 18 ] |
| 2 luglio 1990  | 23 aprile 1995 | Nazzareno Badiali    | Centro-sinistra            | Sindaco | [ 18 ] |
| 24 aprile 1995 | 13 giugno 1999 | Marisa Abbondanzieri | Centro-sinistra            | Sindaco | [ 18 ] |
| 14 giugno 1999 | 13 giugno 2004 | Silvio Purgatori     | Lista civica               | Sindaco | [ 18 ] |
| 14 giugno 2004 | 7 giugno 2009  | Silvio Purgatori     | Lista civica               | Sindaco | [ 18 ] |
| 8 giugno 2009  | 25 maggio 2014 | Andrea Bomprezzi     | Arcevia città aperta       | Sindaco | [ 18 ] |
| 25 maggio 2014 | 25 maggio 2019 | Andrea Bomprezzi     | Arcevia città aperta       | Sindaco | [ 18 ] |
| 26 maggio 2019 | 9 giugno 2024  | Dario Perticaroli    | Arcevia città futura       | Sindaco | [ 18 ] |
| 10 giugno 2024 | in carica      | Marisa Abbondanzieri | Comunità Insieme           | Sindaco | [ 18 ] |

### Gemellaggi
- Ribnica dal 10 marzo 1972
- Tredozio

## Sport

### Calcio
La squadra di calcio è l'Avis Arcevia 1964 dai colori sociali biancorossi che milita in Seconda Categoria. L'Avis Arcevia di calcio a 5 invece gioca in Serie C2 e disputa le proprie partite casalinghe presso la palestra di Castelleone di Suasa.
È presente un vasto campo calcistico, situato sotto al campo di bowling.